# Ekkehard W. Bornträger
Ekkehard Wolfgang Bornträger (* 1958 in Wuppertal) ist ein Schweizer Historiker (Griechenland, Balkan, Osteuropa, Baltikum) und Neogräzist.
Bornträger studierte Neuere Geschichte, Neogräzistik, Balto-Slawistik und Englische Philologie an den Universitäten Freiburg, Schweiz, und Bern und wurde 1991 mit einer Dissertation über Katharina II. promoviert. In der Folge nahm er ein Postdoktorandenstipendium des Schweizerischen Nationalfonds, Bern, und des Consiglio Nazionale delle Ricerche, Rom, wahr, verbunden mit Studienaufenthalten in Griechenland und Italien. Neben eigenständiger Forschungs- und Übersetzungstätigkeit sowie sprachlicher Weiterbildung in Albanisch und Rumänisch versah Bornträger verschiedene Lehraufträge, insbesondere seit 1998 für neugriechische Sprache und Kultur an der Universität Freiburg (Schweiz), des Weiteren seit 2007/2008 Einführungsveranstaltungen zur Balkankunde sowie zur litauischen Sprach- und Landeskunde. Von 2005 bis 2007 vertrat er den durch die Emeritierung von Hans Ruge vakant gewordenen Lehrstuhl für Neogräzistik an der Universität Mainz (FASK Germersheim), an der er auch einen Pilotkurs Albanisch durchführte; daneben hatte er einen Lehrauftrag für osteuropäische Geschichte an der Universität Mannheim. Derzeit ist er Hochschullehrer am Institut für slawische Sprachen und Literaturen der Universitäten Freiburg (Schweiz) und Bern und vertritt den Lehrstuhl Neogräzistik der Universität Genf.
Forschungsschwerpunkte sind die Geschichte Griechenlands und des Balkans sowie Osteuropas insgesamt mit besonderer Berücksichtigung des Baltikums, die Nationalitäten- und Sprachpolitik und der Kultur- und Sprachkontakt in diesen Räumen sowie die Translationswissenschaft (Übersetzungsgeographie), Lexikostatistik und die neogräzistische Lexikographie in Gestalt der Phraseologie.

## Schriften (Auswahl)
Monographien
- Katharina II. Die Selbstherrscherin aller Reussen – Das Bild der Zarin und ihrer Aussenpolitik in der westlichen Geschichtsschreibung. Universitätsverlag, Freiburg-Fribourg, Schweiz 1991. Rezension von Roderick E. McGrew, in: Jahrbücher für Geschichte Osteuropas 40, 1992, 553-55.
- Borders, Ethnicity and National Self-determination. Universitätsverlag Braumüller, Wien 1999.

Phraseologisches Wörterbuch
- in collaborazione con Anastasia Danae Lazaridou, Federica Marcucci: Φρασεολογικό λεξικό της νέας Ελληνικής – Dizionario fraseologico del greco moderno. Espressioni idiomatiche, modi di dire, collocazioni. Phoibos, Wien, 1995, ISBN 3-901232-06-0.